# Marangone
Il torrente Marangone è un piccolo corso d'acqua della provincia di Roma, nel territorio dei comuni di Allumiere, Civitavecchia e Santa Marinella, costituendo il confine geografico tra questi due ultimi.
Il Marangone genera a circa 290 m/s.l.m. da due fossi (fosso delle Cariole e fosso Lappoleta) che nascono dal Poggio Ombricquelo, con sorgenti poste a circa 500 m/s.l.m..